# Клаус Корт
Клаус Корт (нім. Claus Korth; 7 листопада 1911, Берлін — 25 січня 1988, Кіль) — німецький офіцер-підводник, корветтен-капітан крігсмаріне, капітан-цур-зее бундесмаріне. Кавалер Лицарського хреста Залізного хреста.

## Біографія
1 квітня 1932 року вступив на флот. Служив на навчальному кораблі «Ніобе». В 1936 році переведений в підводний флот. З 1937 року — 1-й вахтовий офіцер підводного човна U-37, з яким 2 місяці патрулював узбережжя Іспанії. 29 грудня 1938 року призначений командиром U-57 (Тип II-C), на якому зробив 9 походів (провівши в морі в цілому 129 днів). В четвертому поході потопив свої перші 2 кораблі. З 30 липня 1940 року — командир U-93. Здійснив 5 походів (155 днів в морі). Всього за час військових дій  потопив 15 кораблів загальною водотоннажністю 73 015 тонн і пошкодив 1 корабель водотоннажністю 4996 тонн.
| Дата              | Назва корабля                          | Тип                                       | Тоннаж | Вантаж                                         | Екіпаж | Загинули | Країна             | Конвой |
| ----------------- | -------------------------------------- | ----------------------------------------- | ------ | ---------------------------------------------- | ------ | -------- | ------------------ | ------ |
| 17 листопада 1939 | Kaunas                                 | Торговий пароплав                         | 1,566  | Баласт                                         | 16     | 1        | Литва              |        |
| 19 листопада 1939 | Stanbrook                              | Торговий пароплав                         | 1,383  | Баласт                                         | 20     | 20       | Британська імперія |        |
| 13 грудня 1939    | Mina                                   | Торговий пароплав                         | 1,173  | Баласт                                         | 17     | 17       | Естонія            |        |
| 20 січня 1940     | Miranda                                | Торговий пароплав                         | 1,328  | Вугілля                                        | 17     | 14       | Норвегія           |        |
| 26 січня 1940     | HMS Durham Castle (підірвався на міні) | Плавуча казарма (колишній паровий лайнер) | 8,240  |                                                | ?      | 0        | Британська імперія |        |
| 14 лютого 1940    | Gretafield (безповоротно втрачений)    | Паровий танкер                            | 10,191 | 13 000 тонн мазуту                             | 41     | 11       | Британська імперія | HX-18  |
| 21 лютого 1940    | Loch Maddy (пошкоджений)               | Торговий пароплав                         | 4,996  | 2000 тонн пшениці, 6000 тонн деревини і літаки | 39     | 4        | Британська імперія | HX-19  |
| 25 березня 1940   | Daghestan                              | Паровий танкер                            | 5,742  | 7600 тонн сирої нафти                          | 29     | 4        | Британська імперія |        |
| 15 жовтня 1940    | Hurunui                                | Торговий пароплав                         | 9,331  | Баласт                                         | 75     | 2        | Британська імперія | OA-228 |
| 17 жовтня 1940    | Dokka                                  | Торговий пароплав                         | 1,168  | Баласт                                         | 17     | 10       | Норвегія           | OB-228 |
| 17 жовтня 1940    | Uskbridge                              | Торговий пароплав                         | 2,715  | 4000 тонн антрациту                            | 29     | 2        | Британська імперія | OB-228 |
| 29 січня 1941     | King Robert                            | Торговий пароплав                         | 5,886  | 7942 тонни зерна                               | 42     | 0        | Британська імперія | SC-19  |
| 29 січня 1941     | W.B. Walker                            | Тепловий танкер                           | 10,468 | 13 338 тонн авіаційного та моторного пального  | 47     | 4        | Британська імперія | SC-19  |
| 29 січня 1941     | Aikaterini                             | Торговий пароплав                         | 4,929  | 7844 тонни зерна                               | 31     | 1        | Королівство Греція | SC-19  |
| 4 лютого 1941     | Dione II                               | Торговий пароплав                         | 2,660  | 2650 тонн залізної руди                        | 35     | 30       | Британська імперія | SC-20  |
| 21 травня 1941    | Elusa                                  | Тепловий танкер                           | 6,235  | Повне завантаження бензином                    | 54     | 5        | Нідерланди         | HX-126 |

30 вересня 1941 року призначений 3-м офіцером Адмірал-штабу командувача підводним флотом. З червня 1942 року — інструктор з бойової підготовки 27-ї флотилії, а потім переведений в частину, яка займалася тестуванням торпедного озброєння. В травні 1945 року здався британським військам. В листопаді 1945 року звільнений. В 1955 році вступив у ВМС ФРН, кілька років очолював військово-морську торпедну випробувальну станцію. В 1970 році вийшов у відставку.

## Звання
- Кандидат в офіцери (1 квітня 1932)
- Морський кадет (4 листопада 1932)
- Фенріх-цур-зее (1 січня 1934)
- Оберфенріх-цур-зее (1 вересня 1935)
- Лейтенант-цур-зее (1 січня 1936)
- Оберлейтенант-цур-зее (1 жовтня 1937)
- Капітан-лейтенант (1 листопада 1939)
- Корветтен-капітан (1 січня 1944)

## Нагороди
- Медаль «За вислугу років у Вермахті» 4-го класу (4 роки)
- Іспанський хрест в бронзі (6 червня 1939)
- Нагрудний знак підводника (5 листопада 1939)
- Залізний хрест
  - 2-го класу (22 листопада 1933)
  - 1-го класу (26 січня 1940)
- Лицарський хрест Залізного хреста (29 травня 1941)
- Хрест Воєнних заслуг 2-го класу з мечами (20 квітня 1944)